# لبسه
لبسه یک منطقهٔ مسکونی در امارات متحده عربی است که در ام‌القیوین واقع شده‌است.